# Babin (województwo mazowieckie)
Babin – wieś w Polsce położona w województwie mazowieckim, w powiecie zwoleńskim, w gminie Przyłęk. Ma status sołectwa.
| SIMC    | Nazwa              | Rodzaj                          |
| ------- | ------------------ | ------------------------------- |
| 1058817 | Bagnisko           | część wsi (zniesiona w 2023 r.) |
| 1058941 | Gościniec Zamojski | część wsi                       |
| 1058490 | Stara Wieś         | część wsi (zniesiona w 2023 r.) |

Wieś w powiecie radomskim w województwie sandomierskim w XVI wieku była własnością kasztelana lubelskiego Andrzeja Firleja.
W latach 1954–1959 wieś należała i była siedzibą władz gromady Babin, po jej zniesieniu w gromadzie Przyłęk. W latach 1975–1998 miejscowość administracyjnie należała do województwa radomskiego.
Wierni Kościoła rzymskokatolickiego należą do parafii Matki Bożej Częstochowskiej w Przyłęku.